# Ehretia amoena
Ehretia amoena es una especie fanerógama perteneciente a la familia Boraginaceae. Es originaria del sur de África.

## Descripción
Es un arbusto o, a veces un pequeño árbol de hasta 6 (8) m de altura, de hojas caducas, ramas pubescentes a subglabras, glabrescentes y grisáceas. Pecíolo de 0,3-1,0 (1,7) cm de largo, pubescentes a subglabros;. lámina foliar de 4-12 x 3-8 cm, circular a oblanceoladas u obovadas, áspero el haz, pubescente por debajo, redondeada a cortamente acuminada en el ápice o, a veces, truncada y toscamente crenate-dentada, por lo general aguda o cuneiforme, raramente obtuso en la base, con los márgenes enteros a texturas gruesas crenada-dentada en la parte superior, como de papel a casi coriáceas, con 5-6 nervios secundarios a cada lado de la nervadura central. Flores hermafroditas, de corta vida, dispuestas en panículas a menudo corimbiformes, de hasta 10 x 14 cm. Frutos de 5 x 6 x 5 mm, subglobosos, glabros;. Pirenos 4, con la superficie de forma irregular.

## Propiedades
En África se usa la decocción de raíces frescas para las enfermedades venéreas.

## Taxonomía
Ehretia amoena fue descrita por   Johann Friedrich Klotzsch y publicado en Naturwissenschaftliche Reise nach Mossambique . . . 248, t. 41. 1861.
Etimología
Ehretia: nombre genérico que hace el honor al botánico Georg Dionysius Ehret, un célebre botánico e ilustrador del siglo XVIII.
amoena: epíteto latino que significa "agradable".
Sinonimia
- Ficus obovata Sim (1909)
- Ehretia mossambicensis Klotzsch (1861)
- Ehretia stuhlmannii Gürke (1895)
- Ehretia goetzei Gürke (1901)
- Ehretia corymbosa auct. sensu Fosberg
- Ehretia obtusifolia auct.[6][7]